# Liste der Nummer-eins-Hits in Bulgarien (2019)
Diese Liste der Nummer-eins-Hits basiert auf den offiziellen Chartlisten (Българският топ 10 / Световният топ 10) von Prophon, der bulgarischen Musikverwertungsgesellschaft, im Jahr 2019.

## Singles
| ← 2018 ← | Liste der Nummer-eins-Hits in Bulgarien (Световният топ 10 (internationale Top 10)) | Liste der Nummer-eins-Hits in Bulgarien (Световният топ 10 (internationale Top 10)) | Liste der Nummer-eins-Hits in Bulgarien (Световният топ 10 (internationale Top 10))                                                               | 2020 →                    |
| \| Zeitraum \| Wo. ges. \| Interpret \| Titel Autor(en) \| Zusätzliche Informationen \| \| (Zeitraum, Wochen auf Platz eins, Interpret, Titel, Autor[en], zusätzliche Informationen) \| \| \| \| \| \| ----------------------------------------------------------------------------------------- \| -------- \| --------------------------------------- \| ------------------------------------------------------------------------------------------------------------------------------------------------- \| ------------------------- \| \| 21. September 2018 – 21. Februar 2019 22 Wochen \| 22 \| Kazka \| Plakala Плакала \| – \| \| 22. Februar 2019 – 7. März 2019 2 Wochen (insgesamt 6) \| 6 \| Zedd & Katy Perry \| 365 Anton Zaslavski, Mich Hansen, Daniel Davidsen, Peter Wallevik, Katy Perry, Caroline Ailin, Corey James Sanders \| – \| \| 8. März 2019 – 14. März 2019 1 Woche (insgesamt 5) \| 5 \| Alma \| Perfect Alma Dowdall, Cristian Nicolae Tarcea, Diana Elena Pacurar \| – \| \| 15. März 2019 – 28. März 2019 2 Wochen (insgesamt 6) \| 6 \| Zedd & Katy Perry \| 365 Anton Zaslavski, Mich Hansen, Daniel Davidsen, Peter Wallevik, Katy Perry, Caroline Ailin, Corey James Sanders \| – \| \| 29. März 2019 – 4. April 2019 1 Woche (insgesamt 5) \| 5 \| Alma \| Perfect Alma Dowdall, Cristian Nicolae Tarcea, Diana Elena Pacurar \| – \| \| 5. April 2019 – 11. April 2019 1 Woche (insgesamt 6) \| 6 \| Zedd & Katy Perry \| 365 Anton Zaslavski, Mich Hansen, Daniel Davidsen, Peter Wallevik, Katy Perry, Caroline Ailin, Corey James Sanders \| – \| \| 12. April 2019 – 17. April 2019 1 Woche (insgesamt 5) \| 5 \| Alma \| Perfect Alma Dowdall, Cristian Nicolae Tarcea, Diana Elena Pacurar \| – \| \| 18. April 2019 – 24. April 2019 1 Woche (insgesamt 6) \| 6 \| Zedd & Katy Perry \| 365 Anton Zaslavski, Mich Hansen, Daniel Davidsen, Peter Wallevik, Katy Perry, Caroline Ailin, Corey James Sanders \| – \| \| 25. April 2019 – 9. Mai 2019 2 Wochen (insgesamt 5) \| 5 \| Alma \| Perfect Alma Dowdall, Cristian Nicolae Tarcea, Diana Elena Pacurar \| – \| \| 10. Mai 2019 – 16. Mai 2019 1 Woche (insgesamt 2) \| 2 \| Pedro Capó \| Calma George R. Noriega, Pedro Capó, Gabriel Edgard González Pérez \| – \| \| 17. Mai 2019 – 13. Juni 2019 4 Wochen \| 4 \| Claydee feat. Lil Eddie \| Gitana \| – \| \| 14. Juni 2019 – 20. Juni 2019 1 Woche \| 1 \| Ed Sheeran & Justin Bieber \| I Don’t Care Edward Christopher Sheeran, Karl Martin Sandberg, Justin Bieber, Johan Karl Schuster, Jason P. D. Boyd, Frederick John Philip Gibson \| – \| \| 21. Juni 2019 – 27. Juni 2019 1 Woche (insgesamt 2) \| 2 \| Pedro Capó \| Calma George R. Noriega, Pedro Capó, Gabriel Edgard González Pérez \| – \| \| 28. Juni 2019 – 4. Juli 2019 1 Woche \| 1 \| Meduza feat. Goodboys \| Piece of Your Heart Nathan Cross, Simone Giani, Luca de Gregorio, Joshua Alexander Grimmett, Mattia Vitale, Conor Blake Manning \| – \| \| 5. Juli 2019 – 17. Oktober 2019 15 Wochen \| 15 \| Shawn Mendes & Camila Cabello \| Señorita Andrew Wotman, Charlotte Emma Aitchison, Camila Cabello, Magnus Hoiberg, Benjamin Joseph Levin, Shawn Mendes, Jack Patterson \| – \| \| 18. Oktober 2019 – 24. Oktober 2019 1 Woche (insgesamt 12) \| 12 \| Tones and I \| Dance Monkey Toni Watson \| – \| \| 25. Oktober 2019 – 7. November 2019 2 Wochen \| 2 \| Sasha Lopez & Diotic feat. Tobi Ibitoye \| Sun \| – \| \| 8. November 2019 – 23. Januar 2020 11 Wochen (insgesamt 12) \| 12 \| Tones and I \| Dance Monkey Toni Watson \| – \| |                                                                                     |                                                                                     | |                           |
| ← 2018 |                                                                                     |                                                                                     | | → 2020 →                  |
| Zeitraum | Wo. ges.                                                                            | Interpret                                                                           | Titel Autor(en) | Zusätzliche Informationen |
| (Zeitraum, Wochen auf Platz eins, Interpret, Titel, Autor[en], zusätzliche Informationen) |                                                                                     |                                                                                     | |                           |
| 21. September 2018 – 21. Februar 2019 22 Wochen | 22                                                                                  | Kazka                                                                               | Plakala Плакала | –                         |
| 22. Februar 2019 – 7. März 2019 2 Wochen (insgesamt 6) | 6                                                                                   | Zedd & Katy Perry                                                                   | 365 Anton Zaslavski, Mich Hansen, Daniel Davidsen, Peter Wallevik, Katy Perry, Caroline Ailin, Corey James Sanders                                | –                         |
| 8. März 2019 – 14. März 2019 1 Woche (insgesamt 5) | 5                                                                                   | Alma                                                                                | Perfect Alma Dowdall, Cristian Nicolae Tarcea, Diana Elena Pacurar                                                                                | –                         |
| 15. März 2019 – 28. März 2019 2 Wochen (insgesamt 6) | 6                                                                                   | Zedd & Katy Perry                                                                   | 365 Anton Zaslavski, Mich Hansen, Daniel Davidsen, Peter Wallevik, Katy Perry, Caroline Ailin, Corey James Sanders                                | –                         |
| 29. März 2019 – 4. April 2019 1 Woche (insgesamt 5) | 5                                                                                   | Alma                                                                                | Perfect Alma Dowdall, Cristian Nicolae Tarcea, Diana Elena Pacurar                                                                                | –                         |
| 5. April 2019 – 11. April 2019 1 Woche (insgesamt 6) | 6                                                                                   | Zedd & Katy Perry                                                                   | 365 Anton Zaslavski, Mich Hansen, Daniel Davidsen, Peter Wallevik, Katy Perry, Caroline Ailin, Corey James Sanders                                | –                         |
| 12. April 2019 – 17. April 2019 1 Woche (insgesamt 5) | 5                                                                                   | Alma                                                                                | Perfect Alma Dowdall, Cristian Nicolae Tarcea, Diana Elena Pacurar                                                                                | –                         |
| 18. April 2019 – 24. April 2019 1 Woche (insgesamt 6) | 6                                                                                   | Zedd & Katy Perry                                                                   | 365 Anton Zaslavski, Mich Hansen, Daniel Davidsen, Peter Wallevik, Katy Perry, Caroline Ailin, Corey James Sanders                                | –                         |
| 25. April 2019 – 9. Mai 2019 2 Wochen (insgesamt 5) | 5                                                                                   | Alma                                                                                | Perfect Alma Dowdall, Cristian Nicolae Tarcea, Diana Elena Pacurar                                                                                | –                         |
| 10. Mai 2019 – 16. Mai 2019 1 Woche (insgesamt 2) | 2                                                                                   | Pedro Capó                                                                          | Calma George R. Noriega, Pedro Capó, Gabriel Edgard González Pérez                                                                                | –                         |
| 17. Mai 2019 – 13. Juni 2019 4 Wochen | 4                                                                                   | Claydee feat. Lil Eddie                                                             | Gitana | –                         |
| 14. Juni 2019 – 20. Juni 2019 1 Woche | 1                                                                                   | Ed Sheeran & Justin Bieber                                                          | I Don’t Care Edward Christopher Sheeran, Karl Martin Sandberg, Justin Bieber, Johan Karl Schuster, Jason P. D. Boyd, Frederick John Philip Gibson | –                         |
| 21. Juni 2019 – 27. Juni 2019 1 Woche (insgesamt 2) | 2                                                                                   | Pedro Capó                                                                          | Calma George R. Noriega, Pedro Capó, Gabriel Edgard González Pérez                                                                                | –                         |
| 28. Juni 2019 – 4. Juli 2019 1 Woche | 1                                                                                   | Meduza feat. Goodboys                                                               | Piece of Your Heart Nathan Cross, Simone Giani, Luca de Gregorio, Joshua Alexander Grimmett, Mattia Vitale, Conor Blake Manning                   | –                         |
| 5. Juli 2019 – 17. Oktober 2019 15 Wochen | 15                                                                                  | Shawn Mendes & Camila Cabello                                                       | Señorita Andrew Wotman, Charlotte Emma Aitchison, Camila Cabello, Magnus Hoiberg, Benjamin Joseph Levin, Shawn Mendes, Jack Patterson             | –                         |
| 18. Oktober 2019 – 24. Oktober 2019 1 Woche (insgesamt 12) | 12                                                                                  | Tones and I                                                                         | Dance Monkey Toni Watson | –                         |
| 25. Oktober 2019 – 7. November 2019 2 Wochen | 2                                                                                   | Sasha Lopez & Diotic feat. Tobi Ibitoye                                             | Sun | –                         |
| 8. November 2019 – 23. Januar 2020 11 Wochen (insgesamt 12) | 12                                                                                  | Tones and I                                                                         | Dance Monkey Toni Watson | –                         |

| ← 2018 ← | Liste der Nummer-eins-Hits in Bulgarien (national) | Liste der Nummer-eins-Hits in Bulgarien (national)                       | Liste der Nummer-eins-Hits in Bulgarien (national) | 2020 →                    |
| \| Zeitraum \| Wo. ges. \| Interpret \| Titel Autor(en) \| Zusätzliche Informationen \| \| (Zeitraum, Wochen auf Platz eins, Interpret, Titel, Autor[en], zusätzliche Informationen) \| \| \| \| \| \| ----------------------------------------------------------------------------------------- \| -------- \| ------------------------------------------------------------------------ \| ------------------------------------------------------------------------------------------------------------------------------------------------------------------------------ \| ------------------------- \| \| 28. Dezember 2018 – 14. Februar 2019 7 Wochen \| 7 \| 4 Magic \| Kolko mi lipswasch Колко ми липсваш Musik: Cristian Nicolae Tarcea; Text: Eliya Stoilova Todorova, Valentina Dicheva Nikova, Nikol Genadieva Kaneva, Eleonora Antonova Ivanova \| – \| \| 15. Februar 2019 – 6. Juni 2019 16 Wochen \| 16 \| Alma \| Perfect Alma Dowdall, Cristian Nicolae Tarcea, Diana Elena Pacurar \| – \| \| 7. Juni 2019 – 13. Juni 2019 1 Woche \| 1 \| Grafa feat. Ndoe Графа feat. Ndoe \| Cash \| – \| \| 14. Juni 2019 – 18. Juli 2019 5 Wochen \| 5 \| Krisko Криско \| Da ili ne Да или не \| – \| \| 19. Juli 2019 – 15. August 2019 4 Wochen \| 4 \| Dara \| Darbie Darina Nikolaeva Yotova, Cristian Nicolae Tarcea \| – \| \| 16. August 2019 – 22. August 2019 1 Woche (insgesamt 3) \| 3 \| Dara Ekimova feat. Iskrata Дара Екимова feat. Iskrata \| Sagapao \| – \| \| 23. August 2019 – 17. Oktober 2019 8 Wochen (insgesamt 9) \| 9 \| Alma \| Don’t Know Alma Dowdall, Cristian Nicolae Tarcea \| – \| \| 18. Oktober 2019 – 30. Oktober 2019 2 Wochen (insgesamt 3) \| 3 \| Dara Ekimova feat. Iskrata Дара Екимова feat. Iskrata \| Sagapao \| – \| \| 25. Oktober 2019 – 7. November 2019 2 Wochen (insgesamt 9) \| 9 \| Alma \| Don’t Know Alma Dowdall, Cristian Nicolae Tarcea \| – \| \| 8. November 2019 – 14. November 2019 1 Woche \| 1 \| Pavell & Venci Venc feat. Lubo Kirov Павел и Венци Венц feat. Любо Киров \| Ne bich mogal Не бих могъл Plamen Plamenov Dobrev, Ivo Plamenov Dobrev, Pavel Venelinov Nikolov, Ventsislav Ventsislavov Chanov \| – \| \| 15. November 2019 – 12. März 2020 17 Wochen \| 17 \| 4 Magic \| Wselena Вселена Ellen Annie Beata Berg Tollbom, Erik Johan Bernholm, Eleonora Antonova Ivanova, Nikol Genadieva Kaneva, Valentina Dicheva Nikova, Eliya Stoilova Todorova \| – \| |                                                    |                                                                          | |                           |
| ← 2018 |                                                    |                                                                          | | → 2020 →                  |
| Zeitraum | Wo. ges.                                           | Interpret                                                                | Titel Autor(en) | Zusätzliche Informationen |
| (Zeitraum, Wochen auf Platz eins, Interpret, Titel, Autor[en], zusätzliche Informationen) |                                                    |                                                                          | |                           |
| 28. Dezember 2018 – 14. Februar 2019 7 Wochen | 7                                                  | 4 Magic                                                                  | Kolko mi lipswasch Колко ми липсваш Musik: Cristian Nicolae Tarcea; Text: Eliya Stoilova Todorova, Valentina Dicheva Nikova, Nikol Genadieva Kaneva, Eleonora Antonova Ivanova | –                         |
| 15. Februar 2019 – 6. Juni 2019 16 Wochen | 16                                                 | Alma                                                                     | Perfect Alma Dowdall, Cristian Nicolae Tarcea, Diana Elena Pacurar | –                         |
| 7. Juni 2019 – 13. Juni 2019 1 Woche | 1                                                  | Grafa feat. Ndoe Графа feat. Ndoe                                        | Cash | –                         |
| 14. Juni 2019 – 18. Juli 2019 5 Wochen | 5                                                  | Krisko Криско                                                            | Da ili ne Да или не | –                         |
| 19. Juli 2019 – 15. August 2019 4 Wochen | 4                                                  | Dara                                                                     | Darbie Darina Nikolaeva Yotova, Cristian Nicolae Tarcea | –                         |
| 16. August 2019 – 22. August 2019 1 Woche (insgesamt 3) | 3                                                  | Dara Ekimova feat. Iskrata Дара Екимова feat. Iskrata                    | Sagapao | –                         |
| 23. August 2019 – 17. Oktober 2019 8 Wochen (insgesamt 9) | 9                                                  | Alma                                                                     | Don’t Know Alma Dowdall, Cristian Nicolae Tarcea | –                         |
| 18. Oktober 2019 – 30. Oktober 2019 2 Wochen (insgesamt 3) | 3                                                  | Dara Ekimova feat. Iskrata Дара Екимова feat. Iskrata                    | Sagapao | –                         |
| 25. Oktober 2019 – 7. November 2019 2 Wochen (insgesamt 9) | 9                                                  | Alma                                                                     | Don’t Know Alma Dowdall, Cristian Nicolae Tarcea | –                         |
| 8. November 2019 – 14. November 2019 1 Woche | 1                                                  | Pavell & Venci Venc feat. Lubo Kirov Павел и Венци Венц feat. Любо Киров | Ne bich mogal Не бих могъл Plamen Plamenov Dobrev, Ivo Plamenov Dobrev, Pavel Venelinov Nikolov, Ventsislav Ventsislavov Chanov                                                | –                         |
| 15. November 2019 – 12. März 2020 17 Wochen | 17                                                 | 4 Magic                                                                  | Wselena Вселена Ellen Annie Beata Berg Tollbom, Erik Johan Bernholm, Eleonora Antonova Ivanova, Nikol Genadieva Kaneva, Valentina Dicheva Nikova, Eliya Stoilova Todorova      | –                         |